# 鍋島氏
鍋島氏是日本一個氏族，江戶時代為佐賀藩主。

## 源由
出自不明。曾自稱佐佐木氏的後代。經秀時代在鍋島村居住，因而改稱鍋島氏。後來與少貳氏婚姻，成為了龍造寺氏的家臣。1530年在田手畷之戰中鍋島清久救援龍造寺氏。後來鍋島清房與龍造寺氏進行婚姻關係，成為了近親。到直茂時代獲得龍造寺隆信重用。當龍造寺氏血脈出現危機，鍋島氏獲德川家康承認為佐賀領主，成立佐賀藩。

## 主要人物
- 鍋島清久
- 鍋島清房
- 鍋島直茂
- 鍋島勝茂
- 鍋島光茂
- 鍋島綱茂
- 鍋島吉茂
- 鍋島宗茂
- 鍋島宗教
- 鍋島重茂
- 鍋島治茂
- 鍋島齊直
- 鍋島直正
- 鍋島直大